# Tommy Martinsson
Tommy Martinsson, född 1956, är professor och genetiker vid Göteborgs universitet.
Martinsson disputerade 1987 vid Göteborgs universitet med en avhandling med titeln "Gene amplification in SEWA mouse tumor cells". Han är professor i cancergenetik vid institutionen för biomedicin vid Göteborgs universitet. Hans huvudsakliga forskning rör genomiken för barncancerformen neuroblastom.